# Новозеландский сокол
Новозеландский сокол (лат. Falco novaeseelandiae) — вид хищных птиц рода соколов.
Окраской схож с обыкновенным чеглоком, но крупнее последнего.
Новозеландский сокол изображён на купюре в 20 новозеландских долларов и на сувенирных монетах.

## Ареал
Единственная эндемичная хищная птица Новой Зеландии. Населяет как Северный, так и Южный острова, а также остров Стьюарт и острова Снэрс. Численность новозеландского сокола оценивается в 3000—5000 гнездящихся пар.

## Размеры
Это соколы среднего размера, с относительно короткими крыльями и длинным хвостом. Длина тела 36—48 см, размах крыльев 66—91 см. Взрослые самцы весят 252—500 г, самки крупнее и весят до 595 г.

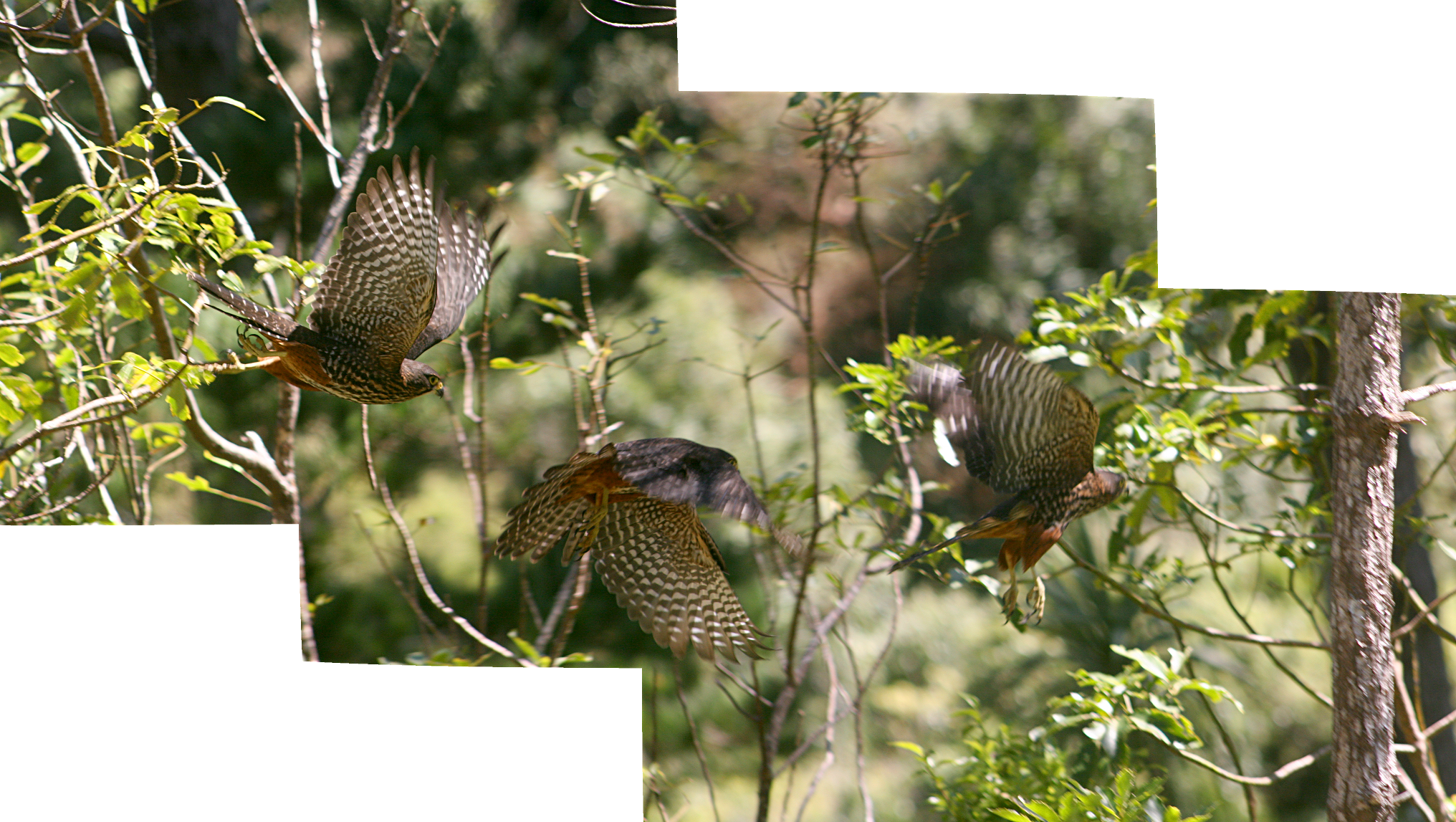
Новозеландский сокол на разных этапах полёта

## Галерея

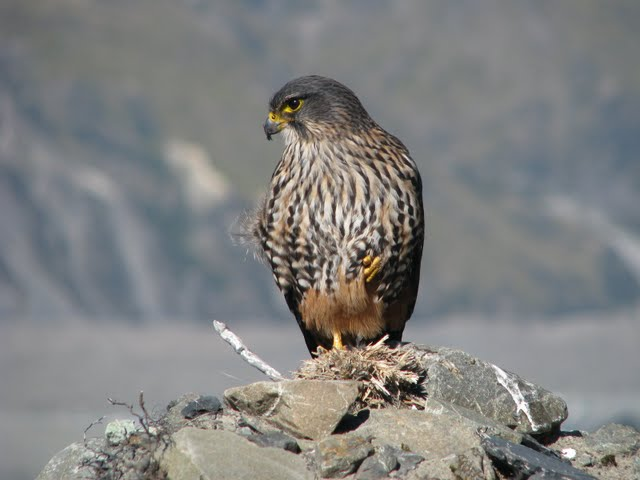
Самец у гнезда
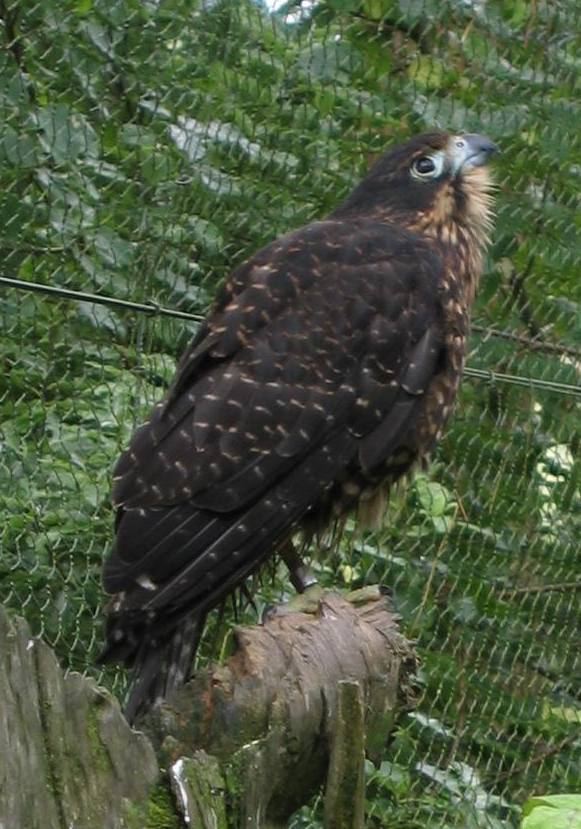
Молодая птица
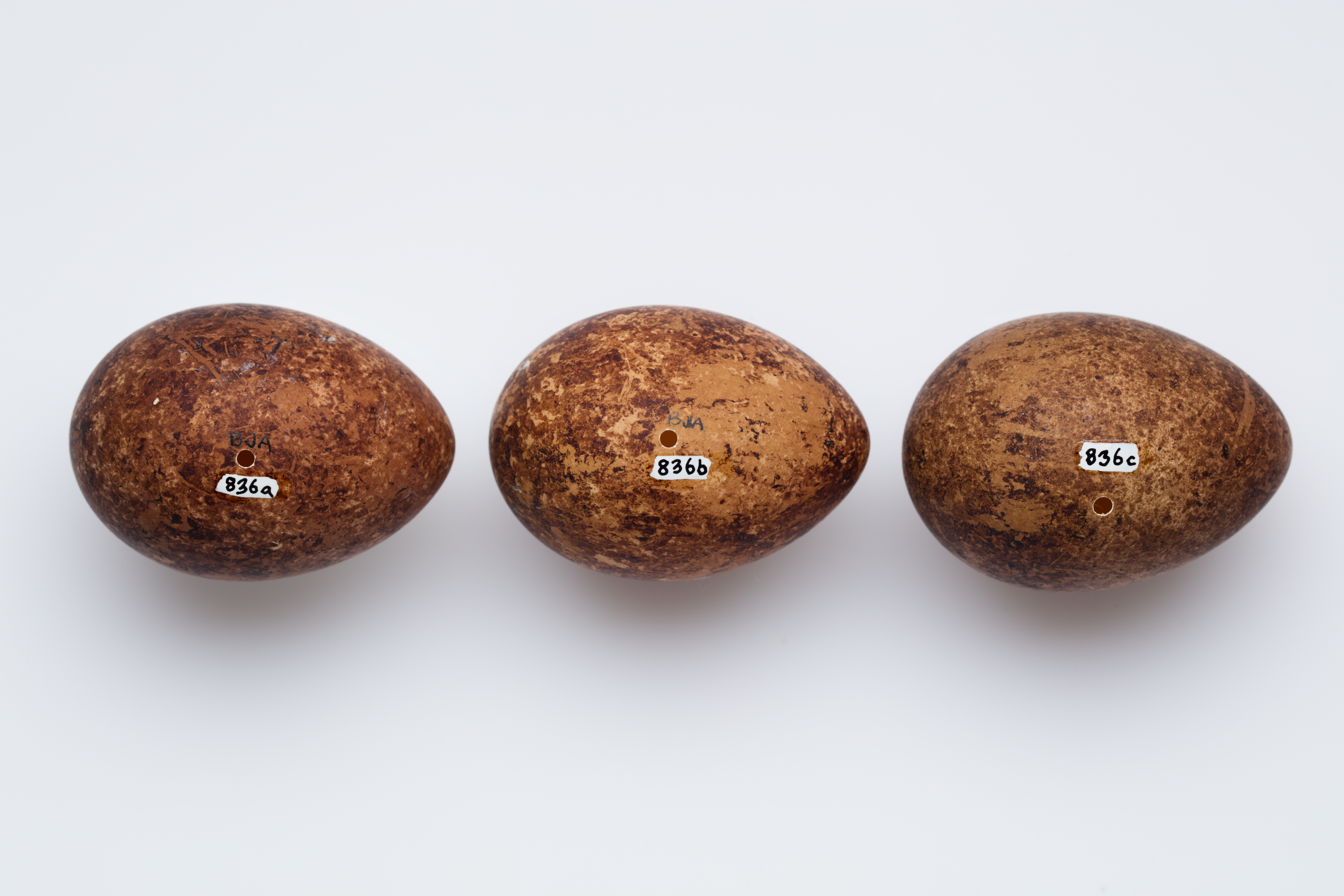
Яйца новозеландского сокола в музее